# PaK 36 de 3,7 cm
El PaK 36 (Panzerabwehrkanone 36) va ser un canó antitancs alemany de calibre 3,7cm, que fou àmpliament utilitzat als inicis de la Segona Guerra Mundial. Va ser substituït pel canó PaK 38 de 5 cm. Va ser un disseny molt influent i va servir de base per als dissenys de canons antitancs de diversos països durant els primers anys de la Segona Guerra Mundial.

## Història
Aquest canó antitancs fou dissenyat per l'empresa Rheinmetall amb la denominació 3.7 cm PaK L/45 a partir de l'any 1924 i les primeres entregues es produïren el 1928. Inicialment comptava amb un suport per a ser transportat amb cavalls tot i que això es considerà obsolet a inicis de la dècada de 1930. Per això es va modificar per a poder ser transportat amb vehicles motoritzats, substituint les rodes amb estructura de fusta originals per unes d'aliatge de magnesi amb pneumàtics. Amb aquest canvis es va redesignar l'arma com a Pak 35/36, tot substituint l'anterior PaK L/45 de 3,7 cm l'any 1934. Es va utilitzar en combat per primer cop durant la Guerra civil espanyola.

## Variants
Amb la denominació KwK 36 L/45 era el mateix canó però utilitzat com a armament principal en diversos tancs alemanys d'inicis de la guerra, sobretot els primers models del Panzer III.

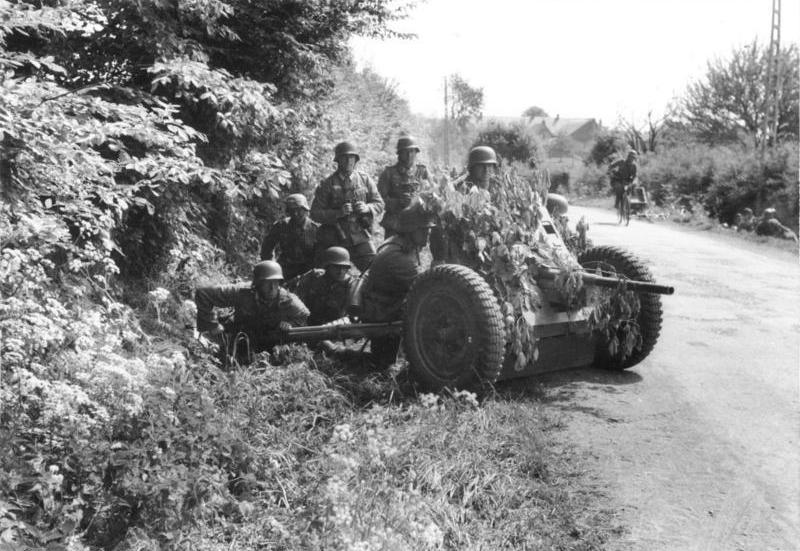
Soldats alemanys amb el canó PaK 36 de 3,7 cm a Bèlgica el maig de 1940.

## Munició del PaK 36 L/45 de 3,7 cm
Pzgr (munició antiblindatge)
- Pes del projectil: 0,685 kg
- Velocitat de sortida: 745 m/s

Pzgr 40
Aquesta munició comptava amb nucli pesant de tungstè, era més lleugera i ràpida que la munició convencional i es va fabricar en petites quantitats.
- Pes del projectil:0,368 kg
- Velocitat de sortida:1.020 m/s

| Abast  | Penetració | en entrenament | en combat |
| ------ | ---------- | -------------- | --------- |
| 100 m  | 64 mm      | 100%           | 100%      |
| 500 m  | 31 mm      | 100%           | 100%      |
| 1000 m | 22 mm      | 100%           | 85%       |
| 1500 m | 20 mm      | 95%            | 61%       |
| 2000 m | - mm       | 85%            | 43%       |

Estadístiques amb la munició Pzgr 40 contra una placa de blindatge en un angle de 30° respecte a l'horitzontal.